# Kellereistraße (Radebeul)
Die Kellereistraße ist eine Innerortsstraße in der sächsischen Stadt Radebeul, im Stadtteil Niederlößnitz. Der historische Verbindungsweg zweigt von der Moritzburger Straße ab und führt bergan bis zur Oberen Bergstraße. Kellereistraße und der oberhalb anschließende westliche Teil der Oberen Bergstraße gehören zum bereits 1497 erwähnten „Fahrweg unter dem Leyme“ (also dem Fahrweg durch den Leimgrund).

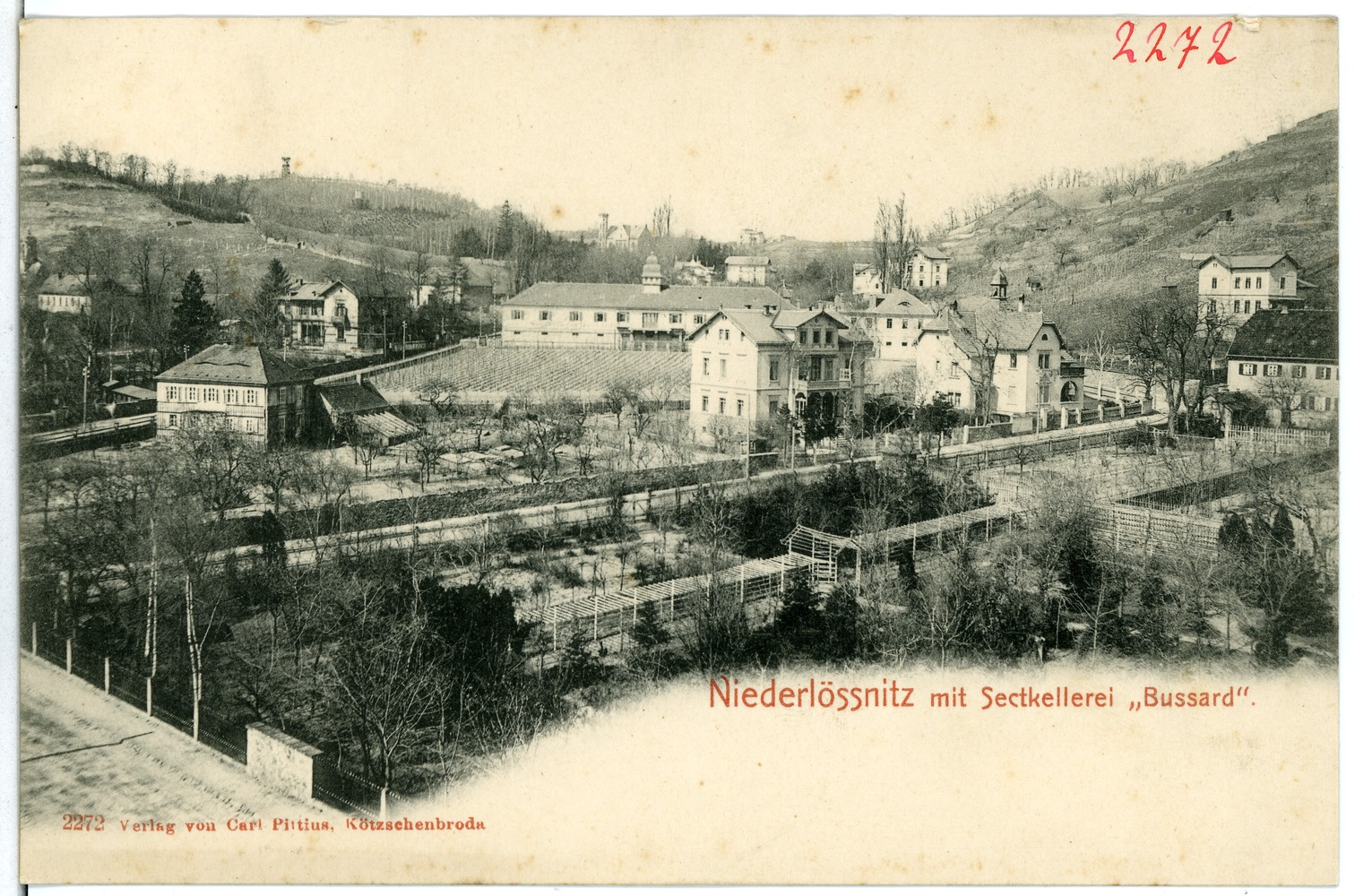
Kellereistraße (Postkarte von 1902) zwischen Blumenstraße (links) und Oberer Bergstraße (rechts). Bildmitte: Sektkellerei. Ganz links: Haus Arendts. Ganz rechts: Obere Bergstraße 63, links davon Kellereistraße 8 sowie die nicht denkmalgeschützte Nr. 6.

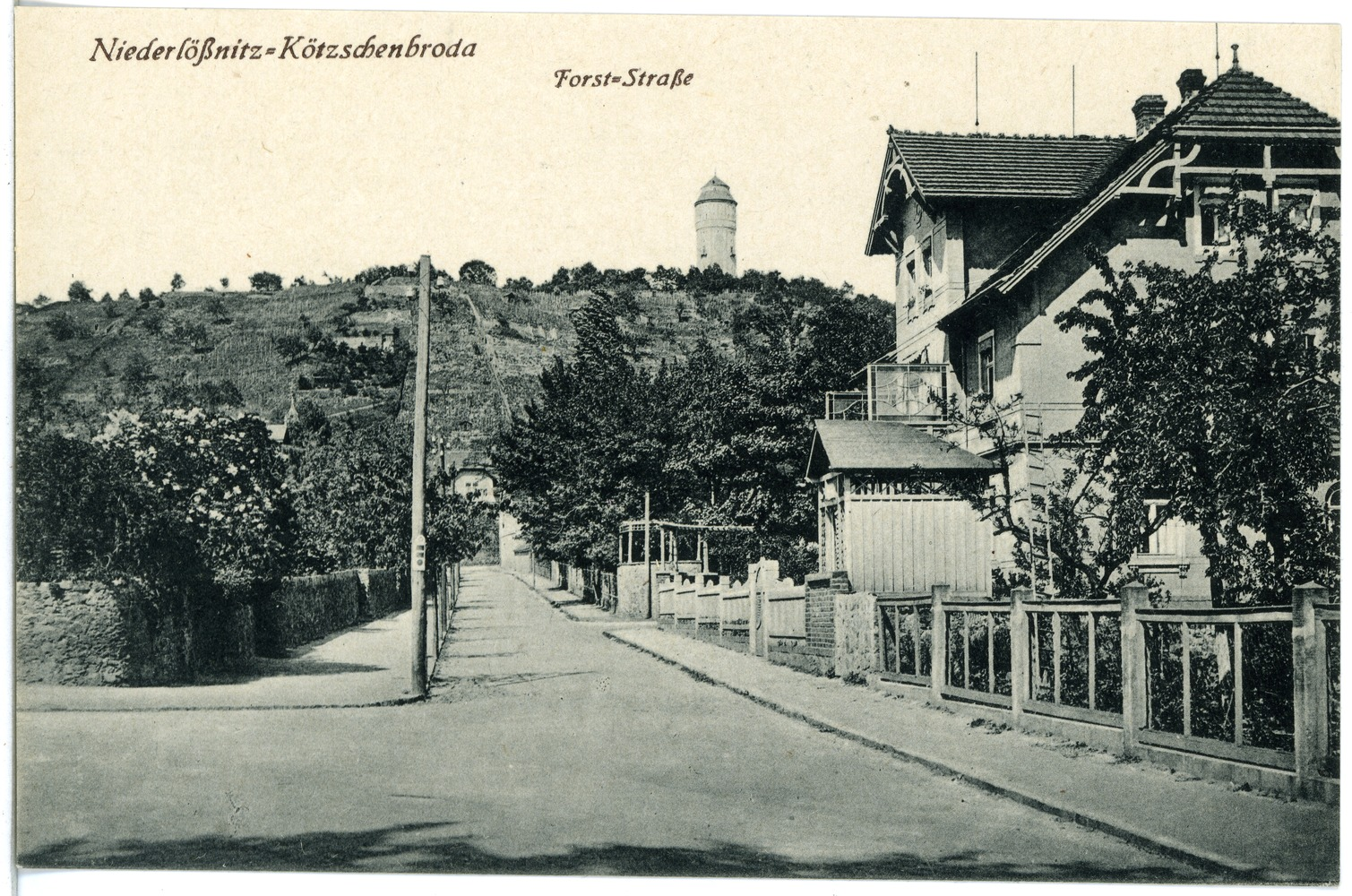
Kellereistraße (1916)

## Bebauung
Die Benummerung der Hausadressen startet an der Moritzburger Straße mit der Nr. 1 auf der Ostseite, also rechts. Von dort laufen die ungeraden Nummern bis zur Nr. 5, die geraden Nummern auf der Westseite bis zur Nr. 8. Oberhalb der Nr. 3 zweigt nach Osten die Blumenstraße ab.
Mehrere Kulturdenkmale liegen entlang der Kellereistraße und sind daher in der Liste der Kulturdenkmale in Radebeul-Niederlößnitz (A–L) aufgeführt:
- Nr. 1, Nr. 3, Nr. 8, Obere Bergstraße 63

## Namensgebung
Der Fahrweg unter dem Leyme wurde bereits in den Kötzschenbrodaer Dorfrügen (Thanneberger Rügen von 1497) erwähnt, er schloss sich an den Vyheweg (siehe Bahnhofstraße) an, der vom Dorfanger Altkötzschenbroda ins Hutungsgebiet von Kötzschenbroda Oberort führte. 1879 hieß die Straße Forststraße, die 1924 anlässlich der Vereinigung mit Naundorf wegen der dortigen Forststraße (heute Kottenleite) in Weinbergstraße umbenannt wurde. 
Nach der Vereinigung mit den östlichen Lößnitzortschaften 1935 erfolgte die Umbenennung in Knohllnstraße, während die Weinbergstraße in Oberlößnitz lag. Zum 60sten Geburtstag des Fabrikanten Bruno Herbig (1878–1953) 1938 geschah eine weitere Umbenennung ihm zu Ehren in Herbigstraße; Herbig, Inhaber der Unternehmung Gustav H. Paul Hoffmann in der seinerzeitigen Fabrikstraße 1–3, bewohnte die heute denkmalgeschützte Villa Kellereistraße 1 (ehemals Moritzburger Straße 40a) sowie vorher das benachbarte Haus Herbig (Moritzburger Straße 40). 1967 folgte der Name Georg-Weig-Straße. 
Nach der Wende erhielt die Straße 1991 den Namen Kellereistraße nach der weiter oben liegenden Sektkellerei Bussard.